# Крымов, Александр Михайлович
Алекса́ндр Миха́йлович Кры́мов (23 октября 1871 — 31 августа 1917) — русский генерал-лейтенант, участник заговора А. И. Гучкова с целью дворцового переворота.

## Биография
Из дворян Варшавской губернии. Учился в Псковском кадетском корпусе. В службу вступил 1 сентября 1890 года, в 1892 году окончил Павловское военное училище. Из училища выпущен подпоручиком (4 августа 1892 года) в 6-ю артиллерийскую бригаду. Поручик (5 августа 1895 года), штабс-капитан (19 июля 1898 года). В 1902 году окончил Николаевскую академию Генерального штаба по первому разряду. Цензовое командование ротой отбывал в 182-м Гроховском полку (31 октября 1902 — 26 февраля 1904 года).
Участник русско-японской войны 1904—1905, во время которой служил в штабе 4-го Сибирского армейского корпуса.
С 4 ноября 1906 года делопроизводитель мобилизационного отделения Главного штаба, с 14 марта 1909 года — мобилизационного отделения Главного управления Главного штаба (ГУГШ), с 19 сентября 1910 года начальник отделения ГУГШ. С 15 июля 1911 года командир 1-го Аргунского полка Забайкальского казачьего войска. С 25 ноября 1913 года исправляющий должность генерала для поручений при командующем войсками Туркестанского военного округа генерале A. В. Самсонове.

### Первая мировая война
После начала первой мировой войны 18 августа 1914 назначен и. д. генерала для поручений при штабе 2-й армии, которой командовал A.В. Самсонов. С 7.9.1914 командующий бригадой 2-й Кубанской казачьей дивизии. С 27.3.1915 начальник Уссурийской конной бригады. Заслужил славу решительного кавалерийского начальника. Провел победный бой у Попелян 1 июня 1915 г. 18 декабря 1915 бригада развёрнута в дивизию и Крымов назначен её командующим. Осенью 1916 дивизия была переброшена на Румынский фронт.

### Февральский переворот
Ещё задолго до февральской революции Крымов был близок к думской оппозиции Николаю II. Историк русского масонства Нина Берберова пишет: 
Мы знаем теперь, что генералы Алексеев, Рузский, Крымов, Теплов и, может быть, другие были с помощью Гучкова посвящены в масоны. Они немедленно включились в его «заговорщицкие планы». Все эти люди, как это ни странно, возлагали большие надежды на регентство (при малолетнем царевиче Алексее) вел. кн. Михаила Александровича, брата царя. Почему он казался им подходящим человеком — неясно. Говорил ли Гучков об этом с самим Михаилом Александровичем – неизвестно, …

В январе 1917 Крымов выехал в Петроград. По воспоминаниям М. В. Родзянко Крымов выступал перед группой думцев, обещая поддержку армии в совершении переворота: 
Настроение в армии такое, что все с радостью будут приветствовать известие о перевороте. Переворот неизбежен и на фронте это чувствуют. Если вы решитесь на эту крайнюю меру, то мы вас поддержим. Очевидно, иных средств нет. Все было испробовано как вами, так и многими другими, но вредное влияние жены сильнее честных слов, сказанных Царю. Времени терять нельзя.
 11 февраля Крымов вернулся из Петрограда в Кишинёв.

После февральской революции, 14 марта Крымов снова выехал в Петроград для переговоров с Гучковым. П. Н. Врангель так описывает возвращение Крымова из Петрограда 30 марта: 
Генерал Крымов, повидавши Гучкова, М. В. Родзянко, Терещенко и других своих политических друзей, вернулся значительно подбодренный. По его словам, Временное правительство, несмотря на кажущуюся слабость, было достаточно сильно, чтобы взять движение в свои руки. Главной поддержкой Временного правительства помимо широких кругов общественности и значительной части армии должны были быть, по мнению генерала Крымова, казаки.
После того как командующий 3-м конным корпусом Ф. А. Келлер отказался приводить корпус к присяге Временному Правительству, за что 5 апреля 1917 года был уволен из армии, на его место был назначен Крымов.

### Смерть
Во время Корниловского выступления Л. Г. Корнилов 25 августа 1917 года направил 3-й кавалерийский корпус (к тому времени он находился в резерве Румынского фронта) и Туземную дивизию в Петроград. Эти части должны были стать основой Отдельной Петроградской армии, подчинённой непосредственно Ставке. 24 августа 1917 Крымов был назначен ген. Л. Г. Корниловым главнокомандующим отдельной Петроградской армией. На Крымова возлагалось подавление выступлений в столице. 3-й кавалерийский корпус Крымова на поездах отправился из Ставки (Могилёв) (из района Невель-Новосокольники, куда корпус был переведен в июле 1917 г.) в направлении Петрограда.
30 августа к Крымову по поручению Керенского прибыл начальник кабинета военного министра полковник С. Н. Самарин, бывший ранее начштаба уссурийской конной дивизии Крымова, с предложением отправиться для переговоров в Петроград. Крымов решил ехать. Он прибыл к Керенскому, где представил ему свои объяснения произошедших событий и после предложения Керенского о сдаче полномочий, понял, что оказался в ловушке, устроенной Керенским с целью выманить его и, отделив от верных ему частей, насильно изолировать. Узнав действительную суть планов Керенского, осознав своё положение фактического пленника, а также невозможность что-либо изменить, унизительным допросам и аресту Крымов предпочёл смерть. Выйдя из кабинета Керенского, он, по официальной версии, выстрелил себе в грудь. Раненого генерала отвезли в больницу, где он через некоторое время скончался.
Существуют и другие версии смерти генерала. Керенский объясняет его самоубийство душевным расстройством от своего отказа пожать ему руку при встрече. Ещё по одной версии Крымов поднял руку на Керенского и был застрелен его адъютантом.

## Воспоминания о Крымове

### Шкуро
Тут я несколько отвлекусь, дав характеристику генерала Крымова, совместно с которым мне часто приходилось работать. Он, грубый с виду, резкий на словах, разносивший, не выбирая выражений, своих подчинённых, задиравшийся по всякому поводу с начальством, пользовался, несмотря на всё это, безграничным уважением и горячей любовью всех подчинённых, от старшего офицера до младшего казака. За ним, по первому его слову — все в огонь и в воду. Это был человек железной воли, неукротимой энергии и неустрашимой личной храбрости. Он быстро разбирался в самой запутанной военной обстановке и принимал смелые, но неизменно удачные решения; хорошо изучил своих подчинённых и умел использовать их боевые качества и даже самые их недостатки. Так, зная склонность казаков держать подле себя коней, дабы в случае неудачи спешно изменить своё местонахождение, Крымов держал коноводов верстах в 50-ти от места боя, благодаря чему его казаки держались в пешем бою крепче самой стойкой пехоты. Зная местность огня, он со своими забайкальцами, природными охотниками, применял такой метод борьбы с наступающим противником: занимал горные вершины отдельными взводами казаков, которые устраивались там по-своему и били на выбор. Никакой огонь артиллерии, никакие атаки баварцев не могли выкурить из горных щелей засевших в них казаков.
Я недолго работал с Крымовым, но вынес много ценных уроков и светлую память об этом доблестном солдате, об этом честном человеке, который не мог мириться с предателем Керенским и пережить позора России. Вечная ему память!— Андрей Григорьевич Шкуро, Записки белого партизана.

### Маннергейм
Наиболее критическое положение сложилось на левом фланге, где конная дивизия генерал-майора Крымова, выступавшая связующим звеном между группой Вранца и 3-м армейским румынским корпусом, обороняла центральный участок горного хребта Магура (высшая точка — 1001 метр над уровнем моря). На востоке с горы был виден город Фокшаны и окружающая его равнина, которая казалась безграничной.
Поздним вечером 2 января 1917 года я получил ошеломляющее известие. До этого мы в течение дня безуспешно пытались связаться с полевыми частями Крымова, и наконец выяснилось, что генерал со всей своей дивизией отошёл, не предупредив соседние соединения. Ни у меня, ни у штаба румынской армии не было свободных сил, чтобы занять эту позицию, а немцы не замедлили захватить участок, который контролировал Крымов, и начать артиллерийский обстрел Фокшан. Генералу Авереску с его штабом пришлось оттуда уйти. Когда через несколько дней наши части перегруппировались для нанесения ответного удара, горная гряда была уже очень сильно укреплена, и потребовалось гораздо больше войск, чтобы вернуть этот участок.
Несколько недель спустя я получил разъяснения о странном поведении Крымова. Основанием для приказа об отходе было следующее: «Потеряв всякое доверие к румынской армии, я решил отвести свою дивизию к ближайшему русскому армейскому корпусу и присоединиться к нему». Какое простое решение! Трудно понять, как генерал Крымов, имевший хорошую репутацию, мог так грубо нарушить законы войны. Помимо всего прочего, он оставил позиции без предупреждения, поэтому нечего было даже пытаться исправить нанесённый им вред. И такое преступление этот офицер генерального штаба совершил совершенно безнаказанно!
Группа Вранца в течение месяца обороняла подходы к Фокшанам, после чего её отвели для отдыха и пополнения. Приказ по 12-й кавалерийской дивизии гласил, что она должна передислоцироваться в Бессарабию, а точнее — в окрестности Кишинёва. Я не мог не испытывать сожаления, что мне пришлось оставить командование войсками в Трансильванских Альпах.
— Карл Густав Маннергейм, Мемуары.

### Деникин
Деникин о кончине генерала Крымова писал так:

Крымов оказался обманутым. Уйдя от Керенского, выстрелом из револьвера он смертельно ранил себя в грудь. Через несколько часов в Николаевском военном госпитале, под площадную брань и издевательства революционной демократии, в лице госпитальных фельдшеров и прислуги, срывавшей с раненого повязки, Крымов, приходивший изредка в сознание, умер.
Но, невидимому и мертвым «политический враг» был страшен и для министра-председателя: публичные похороны были запрещены, и вдове покойного пришлось пройти через новое тяжелое испытание — просить Керенского о разрешении честного погребения. Было, наконец, разрешено похоронить покойного по христианскому обряду, но не позже шести часов утра в присутствии не более девяти человек, включая и духовенство. Вечная ему память!— Антон Иванович Деникин, Очерки русской смуты, том II.

### Врангель
К сожалению, генерал Крымов, застегнутый врасплох, в последнее время сильно изнервничавшийся, переживавший тяжелую семейную драму и в значительной мере утерявший прежнюю решимость, заколебался, стал запрашивать указаний ставки и потерял драгоценное время. Порыв ослаб, полки заколебались, и под влиянием преступной агитации началось брожение. Ближайшие помощники генерала Крымова — безвольный начальник Туземной дивизии князь Багратион и мягкий начальник Уссурийской дивизии Губин — окончательно выпустили части из рук. Через день стало ясно, что на успех рассчитывать нельзя. Генерал Крымов, к которому по поручению Керенского прибыл начальник кабинета военного министра Самарин с предложением отправиться для переговоров в Петербург, решил ехать. Он прибыл к Керенскому, имел с ним чрезвычайно резкий разговор, после которого отправился на квартиру поручика Журавского, бывшего своего ординарца, а в последнее время служившего в канцелярии военного министра. Генерал Крымов попросил дать ему бумагу и перо и оставить его одного. Через несколько минут раздался выстрел. Самоубийцу нашли на полу с простреленной грудью. Он оставил письмо на имя жены. На вопрос, что побудило его к такому шагу, он ответил: «Я решил умереть, потому что слишком люблю Родину». Попытка спасти его путем операции оказалась тщетной, к вечеру он скончался.
— Петр Николаевич Врангель, Записки.

## Награды
- Орден Святого Станислава 3-й ст. (1898),
- Орден Святого Владимира 4-й ст. с мечами (1905),
- Орден Святой Анны 4-й ст. (1905),
- Орден Святой Анны 3-й ст. с мечами и бантом (1905),
- Орден Святого Станислава 2-й ст. с мечами (1905),
- Орден Святой Анны 2-й ст.с мечами (1906),
- Орден Святого Владимира 3-й ст. (19.04.1911).
- Георгиевское оружие (ВП 08.11.1914).
- Орден Святого Георгия 4-й ст. (ВП 26.06.1916).